# Seleção Trinitária de Futebol
A Seleção Trinitária de Futebol é a seleção que representa Trindade e Tobago nas competições de futebol e é controlada pela Associação de Futebol de Trindade e Tobago. O país produziu vários jogadores para o Campeonato Inglês, como Dwight Yorke e Stern John, e se classificaram para a Copa de 2006, na Alemanha.
Geralmente considerada a melhor equipe no Caribe, Trindade e Tobago (apelidada de The Soca Warriors - em português, Os guerreiros da Soca) ganhou a Copa do Caribe por oito vezes. Medalha de bronze nos Jogos Pan-Americanos de 1967 e 3º lugar na Copa Ouro da CONCACAF de 2000. É a única seleção das Pequenas Antilhas a disputar uma Copa do Mundo.
Em 12 de Outubro de 2005, Trindade e Tobago bateu o México por 2 a 1, com gols de Stern John. Essa vitória permitiu aos caribenhos terminar na 4ª colocação nas Eliminatórias da CONCACAF, conseguindo assim vaga na repescagem contra o Barém por uma chance de entrar na Copa do Mundo de 2006. Após um empate de 1 a 1 em Porto da Espanha, a equipe bateu o Bahrein por 1 a 0 para garantir pela primeira vez sua classificação para uma Copa do Mundo, tornando-se assim o segundo país menos populoso (população estimada em 1,3 milhão) e também o com menor área (5.131 km²) a disputar um Mundial.
Os Soca Warriors jogaram contra as Seleções de Demerara e Barbados pela "Taça Martinez", mas não há registros exatos nem datas exatas de que aquelas partidas teriam existido.
Em 10 de junho de 2006, Trindade e Tobago protagonizou a primeira zebra da Copa do Mundo ao empatar em 0 a 0 com a tradicional Suécia.
Nas eliminatórias para a Copa de 2018, apesar de não conseguir novamente se classificar, Trindade ganhou na última rodada dos Estados Unidos, ocasionando, devido aos outros placares, na inesperada eliminação dos estadunidenses.

## Copas do Mundo
| Pos | Equipe            | Pts | J | V | E | D | GP | GC | SG | Classificado      |
| --- | ----------------- | --- | - | - | - | - | -- | -- | -- | ----------------- |
| 1   | Inglaterra        | 7   | 3 | 2 | 1 | 0 | 5  | 2  | +3 | Fase eliminatória |
| 2   | Suécia            | 5   | 3 | 1 | 2 | 0 | 3  | 2  | +1 | Fase eliminatória |
| 3   | Paraguai          | 3   | 3 | 1 | 0 | 2 | 2  | 2  | 0  | Eliminado         |
| 4   | Trinidad e Tobago | 1   | 3 | 0 | 1 | 2 | 0  | 4  | −4 | Eliminado         |

- 1930 a 2002 - Não se classificou.
- 2006 - Fase de grupos.
- 2010 a 2022 - Não se classificou.

## Copa Ouro da CONCACAF
- 1991 - Fase de grupos.
- 1993 - Não se classificou.
- 1996 a 1998 - Fase de grupos.
- 2000 - Semifinais.
- 2002 - Fase de grupos.
- 2003 - Não se classificou.
- 2005 a 2007 - Fase de grupos.
- 2009 a 2011 - Não se classificou.
- 2013 a 2015 - Quartas de final.
- 2017 - Não se classificou.
- 2019 a 2021 - Fase de Grupos.

## Treinadores
Aqui estão listados os últimos dez treinadores responsáveis pela seleção nacional trinitária.
- Francisco Maturana (2008–2009)
- Russell Latapy (2009–2011)
- Otto Pfister (2011–2012)
- Hutson Charles e Jamaal Shabazz (2012–2013)
- Stephen Hart (2013–2016)
- Tom Saintfiet (2016–2017)
- Dennis Lawrence (2017–2019)
- Terry Fenwick (2019–2021)
- Angus Eve (2021–)